# Physalis cinerascens
Physalis cinerascens är en potatisväxtart som beskrevs av A. S. Hitchcock. Enligt Catalogue of Life ingår Physalis cinerascens i släktet lyktörter och familjen potatisväxter, men enligt Dyntaxa är tillhörigheten istället släktet lyktörter och familjen potatisväxter. Arten har ej påträffats i Sverige. Utöver nominatformen finns också underarten P. c. variovestita.